# Iris antilibanotica
Iris antilibanotica là một loài thực vật có hoa trong họ Diên vĩ. Loài này được Dinsm. miêu tả khoa học đầu tiên năm 1933.